# فابریتزیا
فابریتزیا (به ایتالیایی: Fabrizia) یک کومونه در ایتالیا است که در استان ویبو والنتیا واقع شده‌است.

## خصوصیات
فابریتزیا ۳۸ کیلومترمربع مساحت و ۲٬۵۳۸ نفر جمعیت دارد و ۹۴۷ متر بالاتر از سطح دریا واقع شده‌است.